# آرامگاه شیخ شهاب‌الدین اهری
آرامگاه شیخ شهاب‌الدین اهری مربوط به دوره ایلخانی و اوائل دوره صفوی است و در اهر، استان آذربایجان شرقی، خیابان شیخ شهاب واقع شده و این اثر در تاریخ ۱۸ تیر ۱۳۱۱ با شمارهٔ ثبت ۱۷۹ به‌عنوان یکی از آثار ملی ایران به ثبت رسیده‌است. این بقعه محل خانقاه و آرامگاه شیخ شهاب‌الدین اهری است که دربرگیرنده ساختمان‌های خود خانقاه، مسجد، ایوانی بلند، مناره‌ها، و تعدادی غرفه است. این خانقاه از سال ۱۳۷۴ به موزه ادب و عرفان تبدیل شده‌است که تنها موزهٔ عرفان در ایران است.

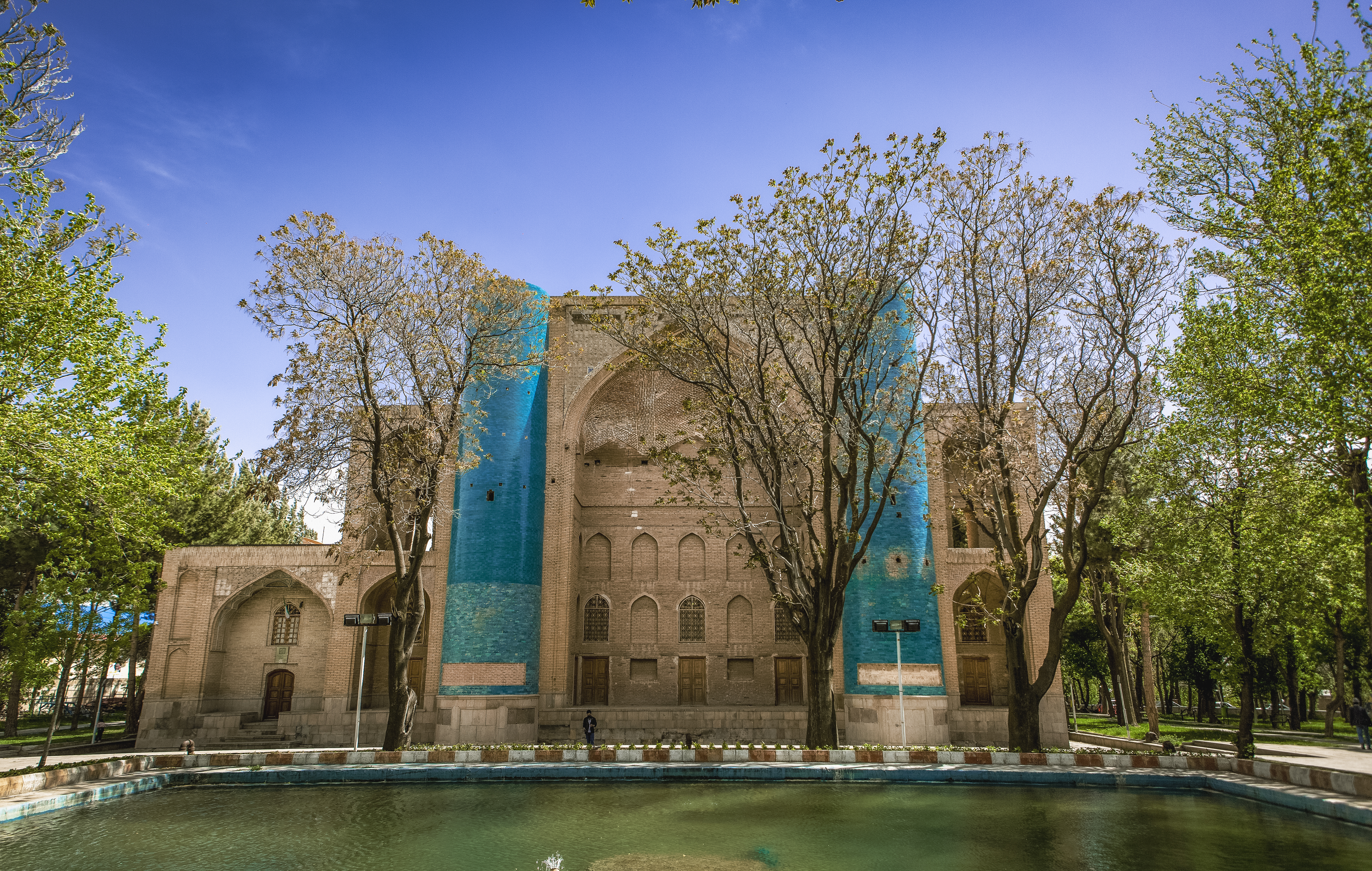
تصویر ایوان و آرامگان شیخ شهاب الدین اهری پس از بازسازی

## پیشینه

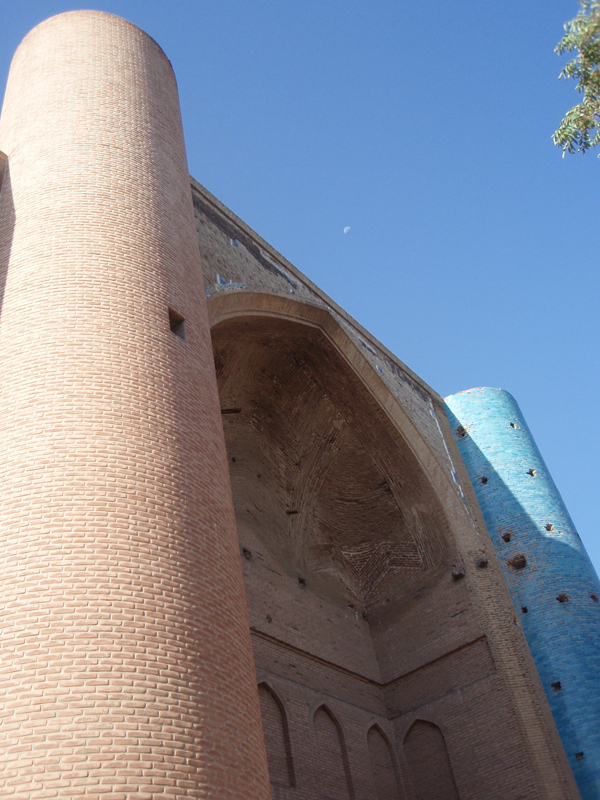
ایوان آرامگاه

این بقعه در دوره صفویه به احتمال زیاد در روزگار شاه عباس اول بر مزار شیخ شهاب‌الدین اهری، در شهر اهر ساخته شده‌است اما آثاری از دوره‌های قبل (دوره ایلخانی) در آن وجود دارد. مسجد شیخ شهاب‌الدین اهری در ضلع شرقی صحن این بقعه ساخته شده‌است و دارای گچبری‌ها و تزئینات نقاشی است. دور تا دور دیوار مسجد دستخط‌هایی وجود دارد که بین آن‌ها دستنوشته‌هایی را از شیخ بهایی، شاه عباس سوم و ابوالقاسم نباتی تشخیص داده‌اند.
در زمین‌لرزه ۲۱ مرداد ۱۳۹۱ بخش‌هایی از این آرامگاه دچار آسیب شد که در حال بازسازی می‌باشد.
در زمان جنگ‌های قاجار با روسیه تزاری مقداری از اموال این مجموعه به سرقت رفت.